# Drapeau du Malawi
Le drapeau du Malawi a été adopté en 1964. Le drapeau reprend les couleurs du parti Nyasaland African Congress, force principale de la lutte pour l'indépendance. Le noir représente le peuple africain libéré et le soleil fut ajouté pour symboliser l'avènement de l'espoir et de la liberté. La couleur rouge traduit le sang des martyrs de la liberté africaine, alors que le vert représente la nature. 

## Anciens drapeaux
Le 29 juillet 2010, à la suite de la proposition faite par le Parti démocrate-progressiste au gouvernement malawite, le drapeau fut modifié par le président Bingu wa Mutharika. L'ordre des bandes de couleurs prit le même ordre que le drapeau pan-africain (bande rouge en haut, bande noire au milieu, bande verte en bas) et il était similaire au drapeau de la Libye de 1951 puis de celui adopté en 2011. Le soleil levant (rouge) de l'ancien drapeau était remplacé par un soleil blanc et complet pour représenter le progrès économique fait par le pays depuis qu'il est devenu indépendant.
Le 28 mai 2012, la nouvelle présidente du Malawi, Joyce Banda, décide le rétablissement du drapeau de 1964.

Drapeau du Nyassaland britannique
Ancien drapeau de juillet 2010 à mai 2012 (présidence Bingu)